# أكيرا ناكامورا
أكيرا ناكامورا (باليابانية: 中村粲؛ بالكانا: なかむら あきら) هو مؤرخ ياباني، ولد في 24 أبريل 1934 في طوكيو في اليابان، وتوفي في 23 يونيو 2010.